# Santa Magdalena del Castell de Conat
Santa Magdalena del Castell de Conat és la capella romànica del Castell de Conat, situat a la població de Conat, del terme comunal d'aquest nom, a la comarca del Conflent, de la Catalunya del Nord.
Està situada al capdamunt del barri del Castell del poble de Conat, dalt del turó on hi ha també les restes del Castell de Conat, del qual era la capella.

## Història[3]
No hi ha gaires notícies sobre aquesta església, però consta en un document de l'any 1375, quan rep una deixa de Joan Maria, d'Orbanyà; l'any següent consta també la concessió d'un benefici en aquesta església. Ha estat restaurada els darrers anys del segle xx. En la restauració s'incorporà una imatge nova, de fusta, de santa Magdalena.

## L'edifici[4]
És una església petita, d'una sola nau, sense capçalera diferenciada. És coberta amb una volta de canó seguit. Es troba dins de l'àmbit del castell, en el seu extrem nord-est, i les seves façanes sud-est i nord-est estan integrades en els panys de muralla, conservats, del castell. L'edifici fa 6,95 metres de llargària interior per 4,10 d'amplada, també interior.
La façana meridional s'obre dins del recinte del castell, és molt senzilla. Està feta simplement d'un sol arc de mig punt, obrat amb dovelles llargues. L'aparell de l'església és de carreus grossos de pedra calcària, no del tot ben escairats, però perfectament alineats. El mur de capçalera, on correspondria d'haver-hi l'absis, hi ha l'arrencament d'un campanar d'espadanya truncat, i algunes espitlleres, com també n'hi ha al frontis occidental. Prop de la porta hi ha una finestra d'un sol biaix, i al centre del mur on correspondria haver-hi l'absis hi ha una finestra més gran, de doble biaix.